# 3. deild Wysp Owczych (1988)
W roku 1988 odbyła się 13. edycja 3. deild Wysp Owczych – trzeciej ligi piłki nożnej Wysp Owczych. W rozgrywkach brało udział 10 klubów z całego archipelagu. Kluby z pierwszego i drugiego miejsca awansowały do 2. deild. W sezonie 1988 były to: GÍ II Gøta i B36 II Tórshavn. Dwa kluby z ostatnich miejsc spadały do 4. deild, jednak w roku 1988 były to: KÍ II Klaksvík i NSÍ II Runavík.

## Uczestnicy
| Uczestnicy 3. deild Wysp Owczych 1987                                                                         | Uczestnicy 3. deild Wysp Owczych 1987 | Uczestnicy 3. deild Wysp Owczych 1987 | Uczestnicy 3. deild Wysp Owczych 1987 |
| --- | ------------------------------------- | ------------------------------------- | ------------------------------------- |
| ÍFS | ÍF Streymur                           | 5                                     |                                       |
| KÍII | KÍ II Klaksvík                        | 6                                     |                                       |
| Fram | Fram Tórshavn                         | 7                                     |                                       |
| TB II | TB II Tvøroyri                        | 8                                     |                                       |
| Awans z 4. deild Wysp Owczych 1987                                                                            |                                       |                                       |                                       |
| AB | AB Argir                              |                                       |                                       |
| B36II | B36 II Tórshavn                       |                                       |                                       |
| GÍ II | GÍ II Gøta                            |                                       |                                       |
| HBIII | HB III Tórshavn                       |                                       |                                       |
| ÍF II | ÍF II Fuglafjørður                    |                                       |                                       |
| NSÍII | NSÍ II Runavík                        |                                       |                                       |
| Oznaczenia: - kolumna pierwsza – skróty nazw drużyn, - kolumna trzecia – miejsce zajęte w poprzednim sezonie. |                                       |                                       |                                       |

## Tabela ligowa
| Lp. | Drużyna             | M  | Z  | R | P  | Bramki | Bramki | Różn. | Pkt | Uwagi              |
| --- | ------------------- | -- | -- | - | -- | ------ | ------ | ----- | --- | ------------------ |
| 1   | GÍ II Gøta (M) (A)  | 18 | 10 | 6 | 2  | 48     | 30     | +18   | 26  | Awans do 2. deild  |
| 2   | B36 II Tórshavn (A) | 18 | 10 | 3 | 5  | 40     | 24     | +16   | 23  | Awans do 2. deild  |
| 3   | TB II Tvøroyri      | 18 | 10 | 2 | 6  | 41     | 24     | +17   | 22  |                    |
| 4   | ÍF Streymur         | 18 | 10 | 2 | 6  | 47     | 31     | +16   | 22  |                    |
| 5   | AB Argir            | 18 | 9  | 3 | 6  | 34     | 22     | +12   | 21  |                    |
| 6   | Fram Tórshavn       | 18 | 6  | 6 | 6  | 44     | 45     | −1    | 18  |                    |
| 7   | ÍF II Fuglafjørður  | 18 | 7  | 4 | 7  | 44     | 47     | −3    | 18  |                    |
| 8   | HB III Tórshavn     | 18 | 5  | 2 | 11 | 20     | 46     | −26   | 12  |                    |
| 9   | KÍ II Klaksvík (S)  | 18 | 5  | 0 | 13 | 33     | 52     | −19   | 10  | Spadek do 4. deild |
| 10  | NSÍ II Runavík (S)  | 18 | 4  | 0 | 14 | 31     | 61     | −30   | 8   | Spadek do 4. deild |